# Harpstedter Marktschänke
Die ehemalige Harpstedter Marktschänke in Harpstedt, Lange Straße 10 Ecke I. Kirchstraße am Marktplatz, stammt von um 1741 bis 1760. Heute befindet sich in den Räumen ein Restaurant.
Das Gebäude ist in der Liste der Baudenkmale in Harpstedt.

## Geschichte
Harpstedt wurde 1203 erstmals urkundlich als Harpenstede erwähnt.
Das zweigeschossige barocke Gebäude mit verputztem Erdgeschoss und Fachwerkobergeschoss sowie Walmdach wurde von 1741 bis 1760 gebaut. Ein massives EG ersetzte später den unteren Fachwerkteil. Rechts steht eine Verlängerung mit traufständigem Satteldach. Das Eckhaus wird durch mittige Eingänge von beiden Straßen erschlossen, zur Kirchstraße mit einem jüngeren Windfang; rechts davon eine Toreinfahrt.
Das Haus wurde mehrfach umgebaut. Seit vor dem Ersten Weltkrieg betrieben H. Horstmann und danach seine Söhne die Gastwirtschaft und zugleich eine Zimmerei im Haus.
Im Saal des Gasthauses fanden viele Feste, Familienfeiern, Tanzabende, Versammlungen und Vorträge statt; hier war auch die Dorfdisco.